# Kuta Baro Jeuram
Kuta Baro Jeuram is een bestuurslaag in het regentschap Nagan Raya van de provincie Atjeh, Indonesië. Kuta Baro Jeuram telt 1235 inwoners (volkstelling 2010).